# Лесной Кордон (Самарская область)
Лесно́й Кордо́н — посёлок в городском округе Новокуйбышевск Самарской области России.

## География
Посёлок находится на берегу озера Бобровое, в пойме реки Волга, на расстоянии примерно 11 км (по прямой) к юго-западу от города Новокуйбышевск, административного центра округа.

### Часовой пояс
Посёлок Лесной Кордон, как и вся Самарская область, находится в часовой зоне МСК+1. Смещение применяемого времени относительно UTC составляет +4:00.

## Население
| 2010 |
| ---- |
| 0    |

## Экономика
На территории посёлка находится фермерское хозяйство.